# Періодичне видання

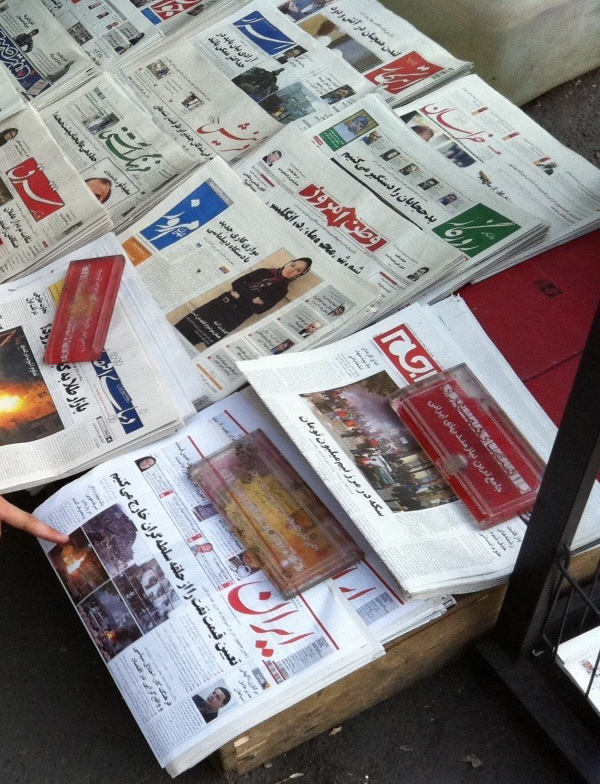
Періодичне видання на вулиці Тегерану Іран.

Періодичне видання — серіальне видання (зазвичай друковане), що виходить через певні проміжки часу, має заздалегідь визначену постійну щорічну кількість і назву нумерованих чи датованих, однотипово оформлених випусків, які не повторюються за змістом, мають однакову назву.

## Види періодичних видань
За місцем випуску й сферою поширення розрізняють:
1. Місцеві — у межах однієї області, міста, одного або кількох районів, підприємства, установи, господарства або навчального закладу;
2. Регіональні — Автономної Республіки Крим та обласні[1][2];
3. Офіційні видання;
4. Загальнодержавні (національні);
5. Зарубіжні періодичні видання.

Виділяють шість основних видів періодичних видань
1. Газета — періодичне видання, що виходить через короткі проміжки часу, містить офіційні матеріали, оперативну інформацію і статті з актуальних суспільно-політичних, наукових, виробничих та інших питань, а також літературні твори й рекламу;
2. Журнал (Науковий журнал) — періодичне журнальне видання, що містить статті або реферати з різних суспільно-політичних, наукових, виробничих та інших питань, а також літературно-художні твори, що мають постійну рубрикацію, офіційно затверджене як даний різновид видання[3];
3. Бюлетень — періодичне видання, що випускається оперативно, має ознаки журнального або газетного видання, містить матеріали організації, яка його видає;
4. Періодичний збірник — періодичне видання, що містить ряд творів, пов'язаних між собою темою, структурою;
5. Календар – періодичне довідкове видання, в якому в чіткій послідовності зазначаються дні, тижні, місяці конкретного року, а також вміщується різноманітна інформація.;
6. Експрес-інформація — періодичне реферативне видання, що містить розширені й зведені реферати, що складаються з найбільш актуальних зарубіжних опублікованих матеріалів або вітчизняних неопублікованих документів, що вимагають оперативного сповіщення. Експрес-інформація містить короткі відомості, призначені для оперативного інформування користувачів.